# Implante dental

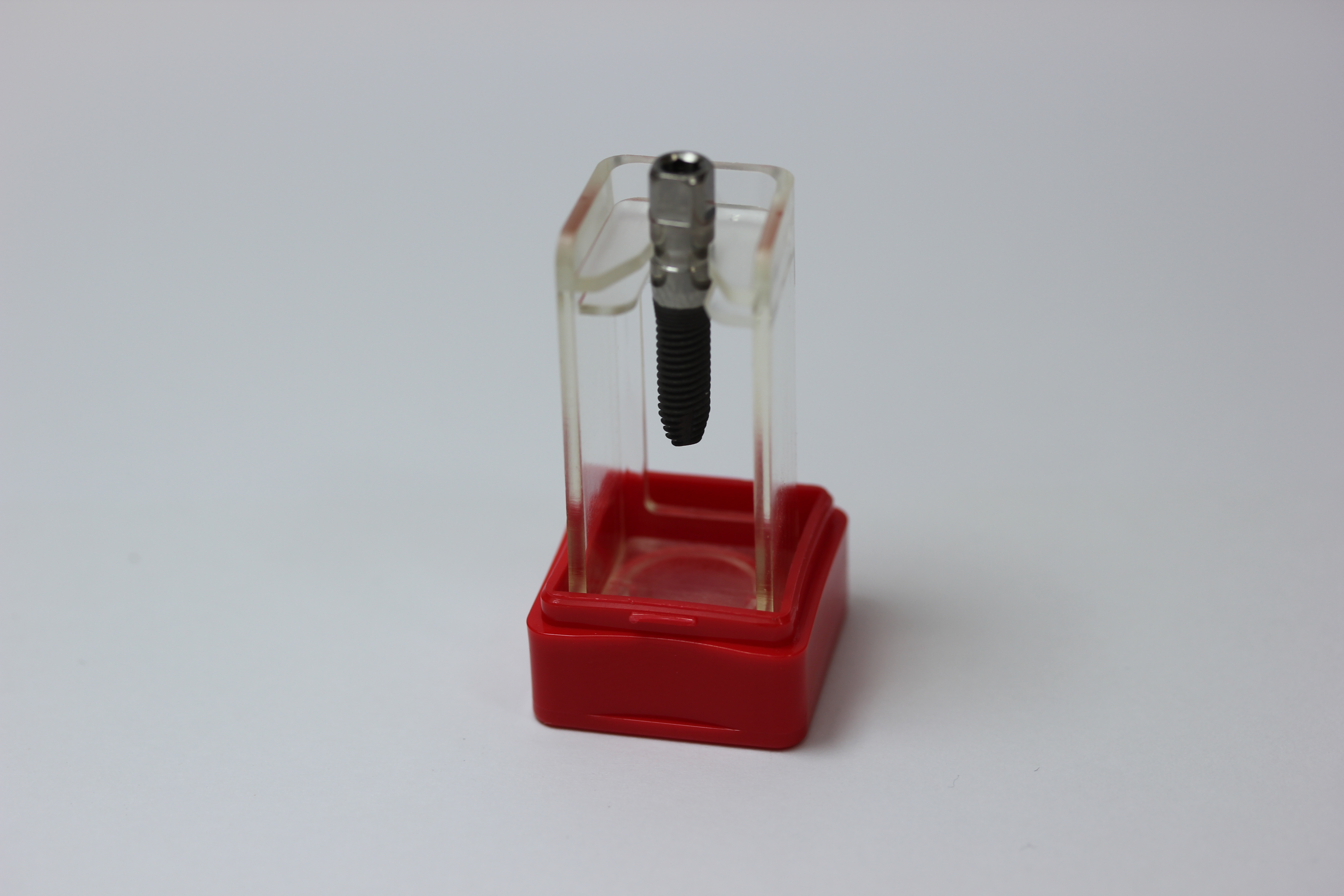
Fotografía de un implante dental.

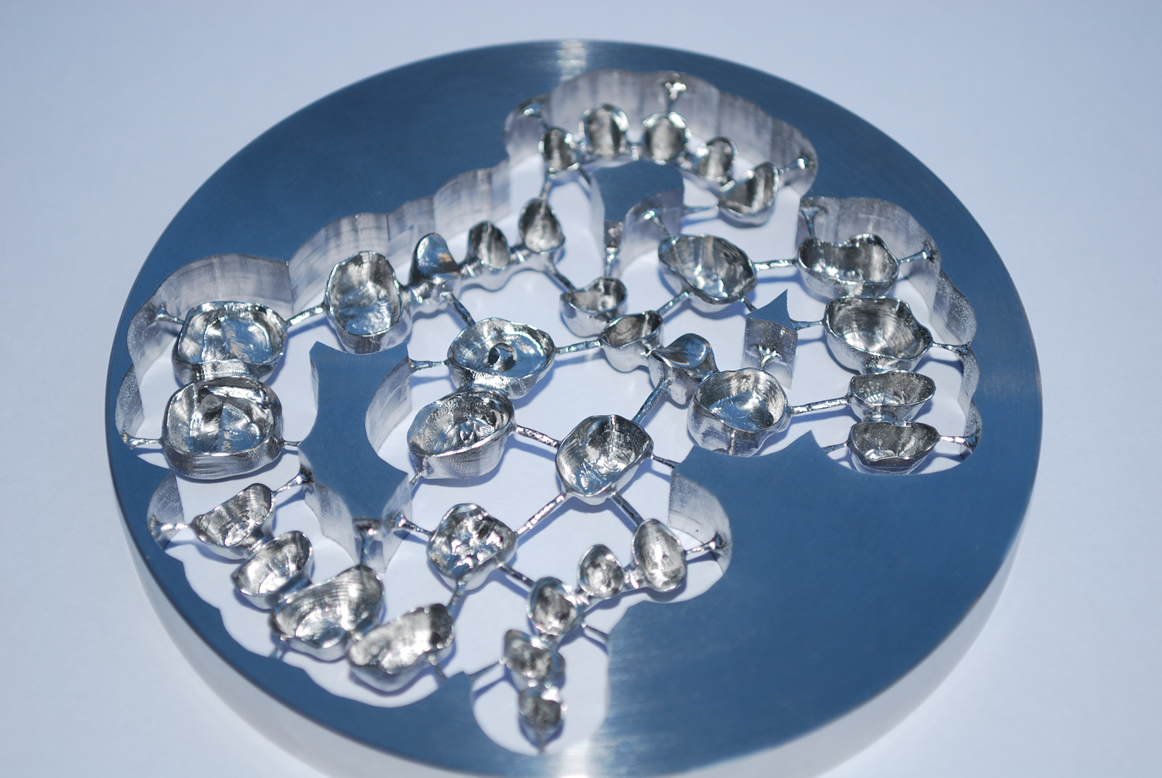
Disco de cromo-cobalto con coronas y puentes para implantes dentales mecanizadas usando el software CAD/CAM WorkNC Dental.

El implante dental es un producto sanitario diseñado para sustituir la raíz que falta y mantener el diente artificial en su sitio. Habitualmente tiene forma roscada y está fabricado con materiales biocompatibles que no producen reacción de rechazo y permiten su unión al hueso. La superficie del implante puede presentar diferentes texturas y recubrimientos, utilizadas habitualmente para aumentar su adhesión al hueso (osteointegración si es de titanio y biointegración si se trata de un material cerámico).
Al reponer los dientes perdidos por medio de implantes se conserva mayor cantidad de hueso alveolar ya que este se reabsorbe al no recibir ningún tipo de estímulo.
La investigación clínica ha llevado a un nuevo tipo de implante denominado transcigomático, que permite un aprovechamiento máximo del hueso. Se trata de implantes en la zona del pómulo (hueso cigomático), cuyo volumen no se ve afectado por la pérdida dental, como sucede habitualmente con los huesos maxilares que pueden atrofiarse. Esta técnica permite tratar a pacientes con poco hueso en la zona sin utilizar prácticas más agresivas y de peor pronóstico como los injertos óseos.

## Componentes del implante

### Cuerpo

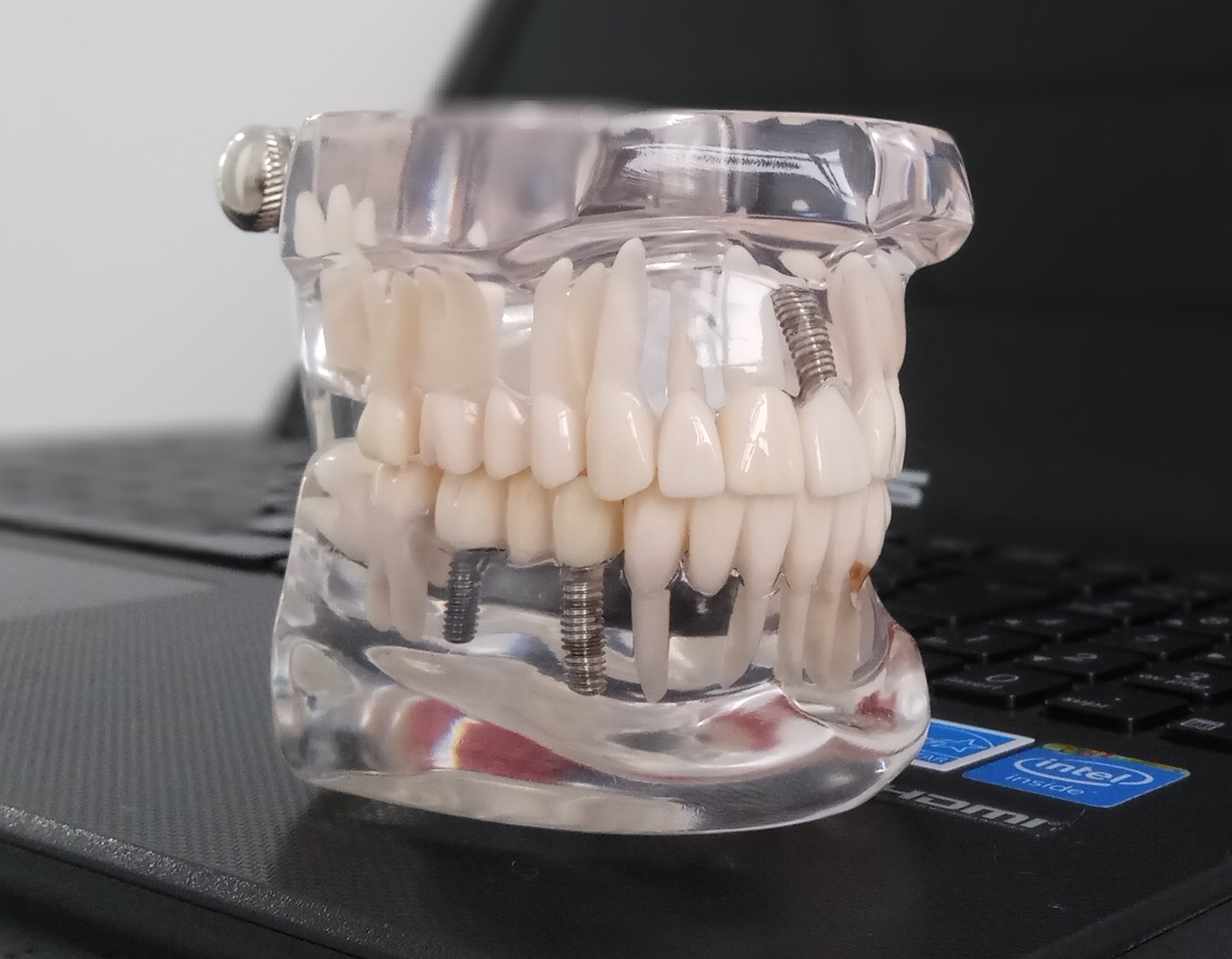
Implantes dentales.

Es la porción del implante dental que se diseña para ser introducido en el hueso con el fin de anclar los componentes protésicos, generalmente con aspecto de tornillo aunque también existan formas de microrretenciones, que son:
- Microrretenciones arenado.
- Microrretenciones grabado ácido.
- Microrretenciones láser lok.

A su vez, este cuerpo se compone de 3 partes, que son:
- Módulo de cresta

Es la porción superior.
- Cuerpo

Es la porción intermedia.
- Ápice

Es la punta o extremo final.

### Tornillo de cobertura
Después de insertar durante la 1.ª etapa quirúrgica el cuerpo del implante en el hueso, se coloca una cobertura sobre el módulo de cresta, con el fin de evitar el crecimiento de tejidos en el interior de la rosca que posee dicho módulo o porción superior.

### Pilar de cicatrización
Tras haberse producido la osteointegración se realiza una 2.ª etapa quirúrgica, en la que se retira el elemento de cobertura usado en la primera etapa quirúrgica, ya sea éste roscado o impactado y se enrosca o impacta (en el caso de conexiones tipo cono morse) el pilar de cicatrización, cuya función es prolongar el cuerpo del implante sobre los tejidos blandos, y permitir la formación de una emergencia adecuada con unión de la mucosa gingival al elemento emergente, dando así lugar al sellado gingival.

### Conexión protésica
Existen distintos tipos e conexión protésica, entre los más conocidos podemos nombrar:
- Conexión a hexágono externo.
- Conexión a hexágono interno.
- Conexión tipo «cono Morse», conexión a fricción.
- Conexión interna trichannel

### Pilar
Es la porción del implante que sostiene la prótesis. Según el método por el que se sujete la prótesis al implante, se distinguen tres tipos de pilares:

#### Pilar para atornillado
Emplea un tornillo o rosca para fijar la prótesis.

#### Pilar para cementado
La prótesis se une al pilar mediante cementos dentales, comportándose como un muñón al que va unido una corona, un puente, o una sobredentadura.

#### Pilar para retenedor
Consta de un sistema de anclaje que soportará una prótesis removible, que el paciente podrá colocar y retirar manualmente.

### Transfer y análogo

#### Transfer
Es un elemento usado en técnicas indirectas de trabajo, que sirve para transferir la posición y el diseño del implante o del pilar, al modelo maestro sobre el que trabajará el protésico dental en su laboratorio.

#### Análogo
Es una copia exacta del cuerpo del implante, que se une al transfer una vez haya sido tomada la impresión de la boca del paciente, y que nos permite obtener un modelo maestro de yeso con el que trabajar la técnica indirecta para la fabricación de la prótesis implantosportada.
A partir del análogo del implante, el Técnico de Laboratorio o Protésico Dental comienza a crear el diente a reemplazar. El análogo puede ser de acero, de bronce o de titanio.

## Tipos de implantes
Según su localización en relación con el hueso, se diferencian 2 tipos de implantes:

### Subperiósticos o yuxtaóseos
Constan de unos dispositivos en forma de silla de montar que se colocan sobre la cresta ósea entre el periostio y el hueso alveolar. Consta también de unos pilares donde se ancla la prótesis. Se emplean poco, estando indicados en casos de mandíbula con una gran reabsorción ósea.

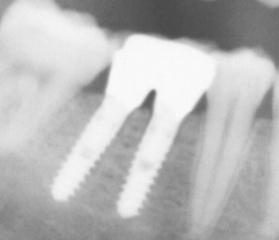
Radiografía donde se observa un implante cilíndrico roscado.

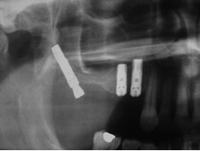
Implante pterigoideo.

### Pterigoideos
Son implantes de unos de 15 mm que se introducen en el maxilar superior a nivel del 2.º molar y que transcurren por la tuberosidad posterior alveolar, hueso palatino y finalmente se anclan el al apófisis pterigoides del esfenoides. Son muy útiles en caso de rehabilitación en maxilares atróficos.

### Cigomáticos
Son implantes autorroscantes de longitudes entre 30 a 52,5 mm y una cabeza angulada de 45° que se introducen en el hueso cigomático. Su porcentaje de éxito varía entre 80 y 95 % .Son una alternativa a los injertos de hueso en maxilar atróficos.
Este tipo de implantes dentales están especialmente indicados para todas aquellas personas con falta de masa ósea en el maxilar, es decir, con un alto grado de atrofia ósea. La atrofia ósea se da cuando el hueso no dispone ni de la altura ni de la anchura necesaria como para apoyar los implantes dentales. La pérdida de hueso es muy común en personas que han usado prótesis dentales durante muchos años, provocando la atrofia ósea. Otro caso muy común de atrofia es la debida a la enfermedad periodontal severa. Con anterioridad a la aparición de los implantes cigomáticos la única solución viable era la realización de un injerto de hueso.
Se tratan de implantes más largos que los normales, de manera que estos se anclan a la parte interior del hueso cigomático o hueso de la mejilla. El hueso molar tolera las fuerzas de la masticación, cuando los implantes cigomáticos están conectados a una prótesis dental fija. Se trata por lo tanto de un hueso de buena calidad con un volumen suficiente en todos los pacientes.
Los implantes cigomáticos deben ser colocados por equipos expertos de cirujanos maxilofaciales. Dichos implantes de se colocan bajo anestesia general siempre después de un completo examen quirúrgico y un estudio oral integral completo, que debe incluir modelos dentales del paciente, rayos X y fotos dentales.

#### Pronóstico de éxito y principales complicaciones de los implantes cigomáticos[2]
En comparación con los injertos óseos, los implantes cigomáticos presentan mejores resultados. Su ratio de éxito ronda el 97%. La principal razón radica en que el hueso cigomático brinda la oportunidad de fijar mejor los implantes. Poner unos implantes cigomáticos es más rápido y sencillo, pero sobre todo, presenta menos morbilidad que otros.
La complicación más usual es la sinusitis, pero apenas se da en el 3% de los pacientes y habitualmente se resuelve con el uso de antibióticos. Otras complicaciones que pueden ocurrir, aunque de manera muy poco habitual son:
- Que el implante no se adhiera correctamente al hueso.
- Que la herida sangre de manera no habitual.
- Daños poco habituales en los tejidos blandos.
- Deterioro en las estructuras anatómicas vecinas, como por ejemplo en la órbita ocular.
- Como en cualquier tipo de intervención en los que se requiere de cirugía, el proceso de colocación de los implantes cigomáticos puede acarrear complicaciones como infecciones y problemas con la anestesia, pero se dan en muy raras ocasiones.

### Endoóseos
Estos implantes van introducidos en el hueso alveolar, y, según su forma, se distinguen:

#### Cilíndricos

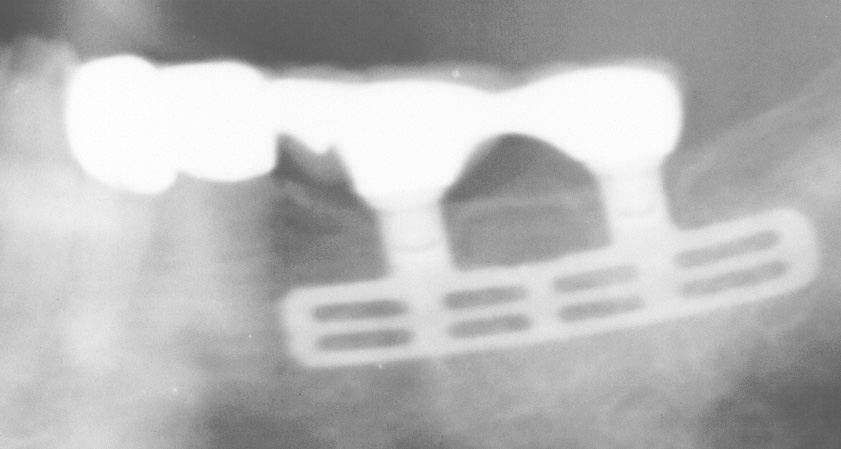
Radiografía donde se ve un modelo de implante de lámina perforada.

- Por fricción

De superficie no roscada cubierta normalmente por una capa de hidroxiapatita (retención química), algunos «modelos» tienen perforaciones con el fin de que el hueso se desarrolle en su interior y se fije (retención mecánica), estos últimos no son muy usados, pues es muy lento el proceso. Su biomecánica es peor que los roscados (un buen símil sería: ¿qué se ancla mejor a la madera, un clavo o un tornillo?).
- Roscados

Presentan aspecto de tornillo, con una rosca en su superficie, con lo que se consigue aumentar la superficie de contacto del implante con el hueso.

#### Láminas perforadas
Son láminas de titanio con perforaciones que permiten el crecimiento del hueso a través de los mismos. Llevan pilares soldados donde se anclarán las prótesis. Están indicadas para pacientes cuya anchura del hueso alveolar es muy escasa para colocar un implante cilíndrico.

### Mini Implantes
Conocidos también como minitornillos o en inglés Temporary Anchorage Devices (TAD) son utilizados para corregir cierto tipo de maloclusiones y conseguir la mordida perfecta.  Este tipo de aparatología se inició a utilizar a principios del siglo XXI como un auxiliar para ayudar a mantener el anclaje en ortodoncia evitando ciertos movimientos no deseados y facilitando mucho la  mecánica durante el tratamiento de ortodoncia. 
El diseño consiste en un tornillo de titanio o acero inoxidable de entre 8 a 12 mm de largo por 1 a 2 mm de grosor el cual se introduce dentro de zonas seguras  del hueso alveolar de los maxilares superior e inferior.   El uso de estos tornillos permite corregir maloclusiones dentales tales como mordida abierta,  mordida cruzada y prognatismo mandibular entre otras. 
Los minimplantes  pueden ser utilizados  con cualquier tipo de  técnica, bracket, paladar de ortodoncia   o alineador  invisible que se decida utilizar.  

### Implantes corticales
Estos implantes surgieron como solución a las situaciones en las que hay ausencia de hueso o poca masa ósea. Para conseguirlo, se coloca una férula en el área cortical con pequeños tornillos, para posteriormente ubicar los implantes en la férula. Estos implantes se fijan exitosamente debido a que la férula puede moldearse y se adapta a la forma ósea de cada paciente.

## Material del implante

### Titanio
Es el más empleado para implantes por su alta estabilidad química y buenas propiedades de biocompatibilidad. Mecánicamente, su dureza le permite soportar elevadas cargas oclusales producidas durante la masticación, y su módulo elástico es muy parecido al del hueso.
Los implantes pueden ser fabricados de titanio puro, o con titanio en aleación con aluminio o vanadio.
Este material, permite la osteointegración del implante, siempre que su superficie no sea lisa.

### Materiales cerámicos

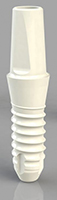
Implante dental blanco monolítico de zirconio.

El más usado es la hidroxiapatita, que se emplea para cubrir la superficie de implantes de titanio. Existen implantes fabricados completamente con materiales cerámicos, como son aquellos hechos exclusivamente con óxido de aluminio monocristalino.
También están apareciendo en el mercado implantes de dióxido de zirconio (ZrO2) llamados comúnmente zirconio. Actualmente se considera que este material tiene un gran potencial para ser usado en la odontología moderna. Otra variante sería el dióxido de zirconio estabilizado con itrio.
Estos materiales permiten una integración más rápida y fuerte que la producida con el titanio, ya que la unión no es mecánica, sino supuestamente química —algo todavía no contrastado científicamente—, dando lugar a la biointegración.

## Procedimientos

### All on 4
La técnica ALL ON 4, consiste en hacer una colocación inmediata de la prótesis dental el mismo día de la cirugía. Este tratamiento proporciona una restauración eficaz y fiable a los pacientes y está orientada a reponer todos los dientes de la arcada superior o inferior con un número reducido de implantes dentales. La técnica All on Four representa la implantología de última generación, realizada por profesionales debidamente cualificados. Permite realizar extracciones, eliminar la infección, colocar los implantes y dientes, tanto de la arcada superior como inferior de una manera fija, sin paladar, en el mismo día.[cita requerida]

#### Ventajas de los implantes All on four[3]
- El tiempo de tratamiento y recuperación es menor que con los implantes tradicionales.
- Si fuera necesario, los implantes se pueden colocar el mismo día en el que se realizan las extracciones.
- Los All on four proveen de una estructura estable para soportar coronas y puentes dentales.
- Son fijos.
- Están recomendados para pacientes con pérdida ósea maxilar.
- Al requerir de menos implantes, son más asequibles económicamente hablando que los implantes tradicionales.

#### Desventajas de los All on 4
- Aunque los resultados son muy satisfactorios, en ocasiones pueden no ser tan satisfactorios como con los implantes tradicionales.
- Algunos odontólogos los perciben como un atajo y como tal, algunos profesionales prefieren los implantes tradicionales.
- Este tipo de implantes no es un tratamiento tan personalizado como los implantes tradicionales.
- Si un implante individual falla, puede causar problemas en todo el maxilar.
- Estéticamente hablando, a veces la encía artificial del puente puede notarse con mucho volumen.

### All on 6
All on 6 es un puente de titanio porcelana (similar a la técnica All on 4) que se fija por medio de implantes, se puede realizar en pacientes con bajos niveles de densidad ósea sin necesidad de recurrir a un injerto de hueso, esto claro, dependiendo de cada caso en particular, este procedimiento utiliza 6 o 4 implantes dentales cuyo objetivo es dar un mayor soporte, los implantes dentales instalados poseen un tope de anclaje y ángulo de colocación bien resuelto, es un procedimiento mínimamente invasivo, sin dolor y no requiere de múltiples cirugías por lo que la recuperación es sorprendentemente rápida en personas con un estado de salud general bueno, aproximadamente tres días con un poco de molestia y una recuperación completa pasadas tres semanas, sin embargo, cabe mencionar que se debe esperar seis meses a que el proceso de osteointegracion de los implantes dentales sea completo y el cirujano lo autorice.

## Cuidado de los implantes dentales
Tras ser sometido a un proceso de implantología dental, el paciente debe poner especial cuidado en diversos factores que serán cruciales para su recuperación. No fumar, seguir una dieta equilibrada y sin alcohol, evitar el ejercicio físico y tomar la medicación prescrita son algunos factores clave para el éxito del tratamiento.[cita requerida]